# Senobasis mendax
Senobasis mendax är en tvåvingeart som beskrevs av Charles Howard Curran 1934. Senobasis mendax ingår i släktet Senobasis och familjen rovflugor. Inga underarter finns listade i Catalogue of Life.